# Гольм (Піннеберг)
Гольм (нім. Holm) — громада в Німеччині, розташована в землі Шлезвіг-Гольштейн. Входить до складу району Піннеберг. Складова частина об'єднання громад Гест-унд-Марш-Зюдгольштайн.
Площа — 16,05 км2. Населення становить 3254 ос. (станом на 31 грудня 2020).